# Trachydium subnudum
Trachydium subnudum är en växtart i släktet Trachydium och familjen flockblommiga växter. Arten är en perenn ört som förekommer från östra Himalaya till sydvästra Sichuan i Kina. Den beskrevs av Charles Baron Clarke och Hermann Wolff.